# Departamento Chical Co
Chical Co es un departamento de la provincia de La Pampa en Argentina.

## Gobiernos locales
Su territorio se divide entre:
- Municipio de La Humada
- Municipio de Algarrobo del Águila

## Superficie, límites y accesos
El departamento tiene una extensión de 9 117 km² y limita al norte y al oeste con la provincia de Mendoza, al sur con el departamento Puelén y al este con el departamento Chalileo.
Se accede al departamento por las rutas nacional RN 151 y provinciales RP 10, RP 25 y RP 27.

## Población
El departamento contó con 1466 habitantes (Indec, 2022), lo que representó disminución del -2.4% frente a los 1502 habitantes (Indec, 2010) del censo anterior.

Esta cifra fue la tercera mayor caída intercensal de la provincia.
| Gráfica de evolución demográfica de Chical Co entre 1991 y 2022 |
|                                                                 |
| Fuente: Censos nacionales del INDEC                             |

## Educación y salud
El departamento cuenta con cinco establecimientos educativos de gestión pública y carácter rural, y dos centros de atención primaria en salud ubicados en las dos localidades más pobladas.

## Economía
El departamento Chical Co forma parte de la Microrregión 4, uno de los sectores en los cuales el Ministerio de la Producción de La Pampa subdividió virtualmente a la provincia, a los efectos del análisis de la problemática regional y la definición y puesta en marcha de planes de desarrollo. Esta microrregión se caracteriza por una estructura productiva vinculada a la ganadería bovina extensiva de baja productividad, que alterna con la cría de caprinos con destino al autoabastecimiento de los pobladores.

En el área de influencia de la localidad de Algarrobo del Águila se están desarrollando algunos proyectos de tipo familiar o comunitario enfocados a los productos lácteos caprinos y la apicultura.

## Áreas protegidas
Hacia el centro oeste del departamento se encuentra la Reserva natural La Humada, a unos 5 km de la localidad homónima. El área protegida de aproximadamente 5000 ha carece, a octubre de 2016, de infraestructura adecuada, plan de manejo y gestión.